# WASP-177
WASP-177, TOI-4521 — одиночная звезда в созвездии Водолея на расстоянии приблизительно 560 световых лет (около 172 парсек) от Солнца. Видимая звёздная величина звезды — +12,462m. Возраст звезды оценивается как около 9,7 млрд лет.
Вокруг звезды обращается, как минимум, одна планета.

## Характеристики
WASP-177 — оранжевый карлик спектрального класса K2V. Масса — около 0,876 солнечной, радиус — около 0,84 солнечного, светимость — около 0,388 солнечной. Эффективная температура — около 5027 К.

## Планетная система
В 2019 году командой астрономов, работающих в рамках программы SuperWASP, было объявлено об открытии планеты WASP-177 b.